# 岩本和也
岩本和也（いわもと かずや、1986年6月3日 - ）は、日本の俳優・役者。

## 人物
- 山口県出身。
- 身長178cm B98 W72 H94 S27.5
- 特技：ボクシング

## 出演

### 映画
- ヒートアイランド 片山修監督作品
- 泪壷 瀬々敬久監督作品
- スーパーカブ 室賀厚監督作品

### TVドラマ
- 日本テレビ　「栞と紙魚子の怪奇事件簿」 第11話

### 舞台
- オサエロ　稲島陽一役